# Sessue Hayakawa
Kintaro Hayakawa (Japans: 早川 金太郎) (Minamiboso, 10 juni 1889 – Tokio, 23 november 1973), beter bekend als Sessue Hayakawa (Japans: 早川 雪洲, Hayakawa Sesshū), was een Japans acteur. Hij speelde voornamelijk in stomme films en was een van Hollywoods grootste sterren in de jaren 10 en 20 van de 20e eeuw. Hij brak als eerste Japanse acteur door in de Verenigde Staten en werd de eerste Aziatisch-Amerikaanse mannelijke hoofdrolspeler in Hollywood. Ondanks de racistische tendens die in die tijd in Amerika heerste jegens Japan, was Hayakawa er geliefd en werd hij beschouwd als Hollywoods eerste mannelijke sekssymbool. Hij is het meest bekend geworden door zijn rol als kolonel Saito in de film The Bridge on the River Kwai (1957), waarvoor hij een Oscarnominatie kreeg.

## Biografie

### Jeugd
Hayakawa werd in 1889 geboren in een dorp genaamd Nanaura gelegen in de stad Minamibōsō, prefectuur Chiba. Zijn vader was de provinciale gouverneur en zijn moeder behoorde tot een aristocratische samoeraifamilie. In eerste instantie wilde Hayakawa geen acteur worden maar in zijn vaders’ voetsporen treden en officier in de Japanse Keizerlijke Marine worden. Tijdens zijn opleiding tot marinier scheurde hij echter zijn trommelvlies waardoor hij gehoorverlies opliep en gedwongen werd zijn opleiding te staken. Dit kwam als een harde klap en leidde tot een zelfmoordpoging. Op 18-jarige leeftijd deed hij een poging tot seppuku die mislukte doordat zijn vader hem op tijd vond en naar het ziekenhuis bracht.
Na zijn zelfmoordpoging begon Hayakawa aan de studie politieke economie aan de Universiteit van Chicago waar hij in 1912 afstudeerde. Hij reisde naar Los Angeles en ontdekte een Japans theater in Little Tokyo. Dit theater wekte een zodanige interesse in hem op dat hij zelf ook begon met acteren. Hier kreeg hij de bijnaam Sessue. Hij nam deel aan het theaterstuk The Typhoon waar hij werd ontdekt door filmproducent Thomas H. Ince die het stuk in 1914 omzette in een stomme film met Hayakawa als hoofdrolspeler. De film sloeg meteen aan en in datzelfde jaar speelde Hayakawa in nog twee films van Ince, namelijk The Wrath of the Gods, samen met zijn echtgenote Tsuru Aoki, en The Sacrifice.

### Vroege carrière

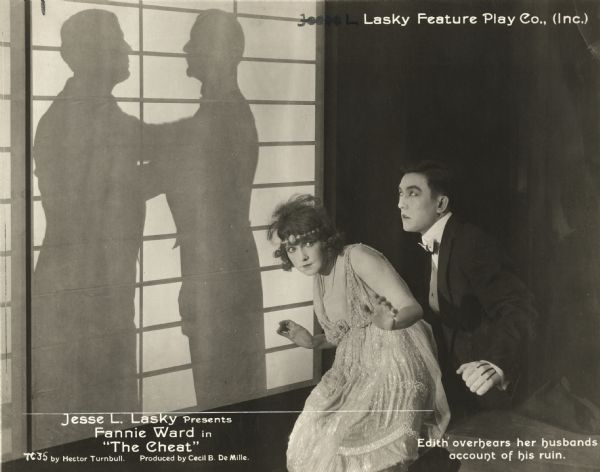
The Cheat 1915

Na zijn doorbraak in 1914 speelde Hayakawa in meerdere films en werd hij een van de best betaalde acteurs in Hollywood. In 1915 speelde hij in The Cheat van filmproducent Cecil B. DeMille met Fannie Ward. De film was een groot succes en Sessue Hayakawa werd een sekssymbool in Hollywood. Vanwege zijn populariteit en succes eiste Sessue Hayakawa een salaris van meer dan 5000 dollar per week in 1915.
Hayakawa speelde soms in Westerns en actiefilms maar was vooral te zien in romantische drama's in de jaren tien en begin jaren twintig. Op een gegeven moment werd Hayakawa zijn eenzijdige rollen beu en in 1918 begon hij zijn eigen filmproductiemaatschappij, de Haworth Pictures Corporation. Hij wilde hiermee films creëren waarin de Japanse cultuur beter tot zijn recht kwam en waarin hij geen stereotyperende Aziatische rollen kreeg als Chinese gangster of Indiase dokter.
Hayakawa produceerde in de volgende drie jaren 23 films. Hij regelde alles zelf, van het schrijven van films tot de materialen die er gebruikt werden op de set. Hij speelde ook in zijn eigen films en koos zijn co-sterren zelf. Hij groeide uit tot een van de best betaalde acteurs van de eeuw met een jaarlijks inkomen van 2 miljoen dollar dat hij verdiende met zijn filmproductiemaatschappij tussen 1918 en 1921. Hayakawa's succes was vergelijkbaar met dat van acteurs als Charlie Chaplin in die tijd en hij stond bekend om zijn weelderige levensstijl.
In de jaren twintig werd Hayakawa in Amerika steeds minder populair door de groeiende anti-Japanse sentimenten na de Eerste Wereldoorlog. In 1922 verliet Sessue Hayakawa Hollywood om in Europese en Japanse films te spelen. Hij maakte zijn debuut in Frankrijk met La Bataille (1923) waarna Sessue Hayakawa ook daar een groot succes werd. In 1924 verscheen hij in de Britse dramafilm The Great Prince Shan en in datzelfde jaar speelde hij in The Story of Su. Naast zijn beroep als acteur schreef hij ook een roman genaamd The Bandit Prince (1925) en speelde hij in het solotheaterstuk Samurai (1930), speciaal voor hem geschreven, en voerde dit op voor de Britse koning George V en koningin  Mary. Binnen de kortste keren was Hayakawa niet alleen bekend in de Verenigde Staten maar ook in grote delen van Europa.

### Latere carrière
In 1931 keerde Hayakawa terug naar Verenigde Staten en maakte zijn geluidsfilmdebuut in Daughter of the Dragon samen met Anna May Wong, een bekende Chinees-Amerikaanse actrice. Hayakawa speelde een samoerai in de Japans-Duitse film Die Tochter des Samurai (1937) en ging datzelfde jaar naar Frankrijk voor de Franse dramafilm Yoshiwara (1937) onder regie van Max Ophüls. Uiteindelijk kon hij Frankrijk niet meer uit vanwege de Duitse bezetting die begon in 1940. In de jaren daarna speelde Hayakawa in weinig films en onderhield zichzelf door aquarellen te maken en te verkopen. Hij nam deel aan de Résistance en hielp de Geallieerden.
In 1949, toen Hayakawa 63 was, werd hij gecast voor de film Tokyo Joe. Het Amerikaanse Consulaat onderzocht of hij had bijgedragen aan de Duitse bezetting en toen dit niet het geval bleek te zijn kreeg hij een werkvergunning waardoor hij mee kon spelen in de film. Hierna speelde Hayakawa nog in Three Came Home als Luitenant-Kolonel Suga.

### Einde carrière en overlijden

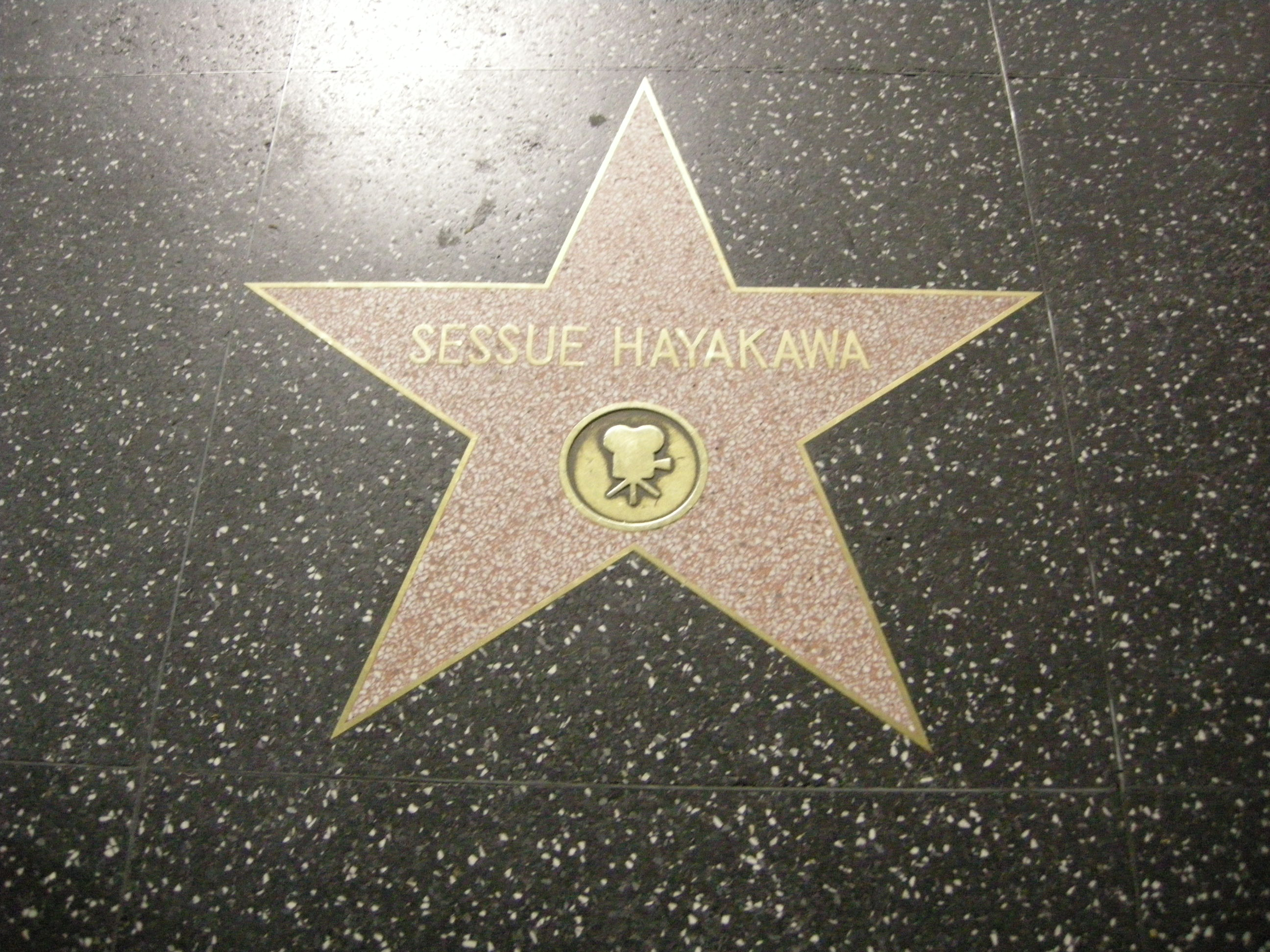
Hayakawa's ster op de Hollywood Walk of Fame

Hayakawa's laatste grote film was The Bridge on the River Kwai (1957) die de Oscar voor beste film kreeg. Zelf werd hij genomineerd voor beste mannelijke bijrol, en voor een Golden Globe. Hierna was Hayakawa lange tijd niet meer actief in de filmwereld en zijn laatste verschijning maakte hij in de animatiefilm The Daydreamer (1966). Na zijn pensionering verdiepte Hayakawa zich in zen-boeddhisme en werd een zen-meester. Hij werkte ook als acteercoach en schreef zijn autobiografie genaamd Zen Showed Me The Way. In 1973 stierf Hayakawa op 87-jarige leeftijd door een combinatie van een longontsteking en een bloedprop. Hij werd begraven op de begraafplaats van de Chokeiji Tempel in Toyama.
Veel van Hayakawa's werken zijn verloren gegaan en hij wordt vaak niet vermeld in filmgeschiedenissen. Hij kreeg wel een ster op de Hollywood Walk of Fame.

## Populariteit en Aziatische stereotypen
Sessue Hayakawa was de eerste Japanse acteur die internationaal doorbrak. Dit is met name te danken aan de aantrekkingskracht van de zogenaamde tachiyaku. Net zoals de loyale samoerai die zichzelf en hun familie opofferen in kabukistukken, verandert Hayakawa nauwelijks van gezichtsuitdrukking en hij laat zijn intense innerlijke emoties zien door subtiele bewegingen van de ogen. In het westen werd deze minimalistische manier van acteren gezien als origineel en verfrissend vergeleken met de groteske, overdreven bewegingen die gebruikelijk waren in stille films om te compenseren voor het feit dat er geen geluid was. Al kwam Hayakawa vrij weinig in contact met het kabuki-theater, onbewust nam hij er kenmerken van over in zijn acteerwerk en werd hij geassocieerd met de tachiyaku waardoor hij overkwam als een samoerai uit een kabukistuk.
Hayakawa was vooral populair onder jonge Amerikaanse vrouwen vanwege zijn exotische uiterlijk en sexappeal in zijn rollen als verboden minnaar of slechterik. Hoe populair Hayakawa echter ook was, hij kreeg als Japanner nooit de rol als held van de film; alleen blanke mannen werden hiervoor gecast. In meer dan 20 films werd Hayakawa gecast als slechterik of exotische minnaar die op het einde zijn geliefde zou afstaan aan de "juiste" (blanke) man. Hayakawa's eerste films waren dan ook niet populair in zijn thuisland en werden gezien als beledigend omdat ze het beeld creëerden dat Japanse mannen sadistisch en wreed waren. Sommigen geloofden zelfs dat Hayakawa actief meewerkte aan de toename van de anti-Japanse sentimenten in de Verenigde Staten en zagen hem als een verrader. Hayakawa probeerde stereotypen te doorbreken en Azië te laten zien op een andere manier dan het in het westen bekend was. Hij wilde een oprechter beeld laten zien van zijn cultuur, en dat was de reden dat hij zijn eigen productiemaatschappij opzette. In 1949 zei hij: "mijn enige ambitie is om een held te spelen."
- Bibsys: 5038424
- Biblioteca Nacional de España: XX1393850
- Bibliothèque nationale de France: cb13185742g (data)
- CiNii: DA06118036
- Gemeinsame Normdatei: 13301780X
- International Standard Name Identifier: 0000 0000 8133 1127
- Library of Congress Control Number: n86045533
- Bibliotheek van het Japanse parlement: 00009251
- Nationale Bibliotheek van Tsjechië: xx0153369
- Nationale Bibliotheek van Israël: 987007409077005171
- Nederlandse Thesaurus van Auteursnamen: 303338377
- LIBRIS: 319800
- SNAC: w6xd1cdn
- Système universitaire de documentation: 035382694
- Virtual International Authority File: 54288221
- WorldCat: E39PBJjt93bPdD77JdxfcfkYyd